# نيك سيرياني
نيك سيرياني (بالإنجليزية: Nick Sirianni)‏ هو مدرب رياضي أمريكي، ولد في 15 يونيو 1981 في جيمستاون في الولايات المتحدة.